# Запасний (книга)
«Запасний» (англ. Spare) — мемуари принца Гаррі, написані спільно з журналістом Джоном Мерінгером і які вийшли до друку 10 січня 2023 року. Ще до публікації вони мали великий суспільний резонанс через очікувані викриття, що стосуються британської королівської родини. Загалом «Запасний» отримав неоднозначні відгуки від критиків, деякі з них хвалили відкритість Гаррі, але критикували включення занадто великої кількості особистих деталей. Згідно з Книгою рекордів Гіннесса, Spare став «найшвидше продаваною нон-фікшн книгою всіх часів» на дату її виходу.

## Сюжет
Ця книга є розповіддю Гаррі про його життя на сьогоднішній день. Назва є посиланням на аристократичне прислів’я про те, що «спадкоємець і запасний» потрібні, щоб гарантувати, що спадщина залишиться в родині, якщо зі спадкоємцем щось трапиться. Книга є автобіографією, але він починається ближче до кінця, описуючи зустріч зі своїм батьком і братом, щоб обговорити свій план відмовитися від своєї королівської ролі. Потім він зосереджується на своїй освіті, часах, проведених у британській армії, і стосунках із сім’єю та дружиною Меган.

## Публікація
Окремі фрагменти спогадів принца було опубліковано британськими ЗМІ на початку січня 2023 року. У них розповідається про те, як Гаррі вживав наркотики в юності, як він втратив цноту, як служив в Афганістані, де вбив 25 осіб. Повний текст «Запасного» був опублікований 10 січня 2023, а іспаномовна версія помилково побачила світ ще 5 січня.

## Сприйняття
Публікація фрагментів книги мала широкий суспільний резонанс через їхній потенційно викривальний характер і популярність принца Гаррі. Фахівці вважають, що «Запасний» може стати ударом для окремих членів британської королівської родини, але не для інституту британської монархії загалом. За перший день у Британії продано понад 1,4 мільйона екземплярів. З улюбленців Гаррі вже перетворився на найнепопулярнішого члена королівської родини — за даними опитувань, дві третини опитуваних засуджують його відвертість.